# Sinfonía n.º 20 (Haydn)

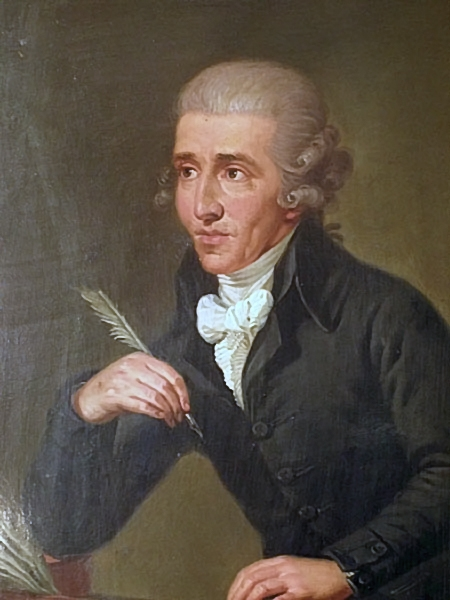
Haydn hacia 1770.

La Sinfonía n.º 20 en do mayor, Hob. I:20 fue compuesta por Joseph Haydn en algún momento entre 1758 y 1762.

## Historia

### Composición
La producción sinfónica del maestro austríaco puede dividirse a grandes rasgos en tres bloques temporales: el primer bloque (1757-1761) se corresponde con su periodo al servicio del conde Carl von Morzin (n.º 1 - n.º 5); el segundo bloque en la corte Esterházy (1761-1790 pero con la última sinfonía para el público de Esterházy en 1781); y el tercer bloque (1782-1795) comprende las Sinfonías de París (n.º 82 - n.º 87) y las Sinfonías de Londres (n.º 93 - n.º 104). El 1 de mayo de 1761 el compositor firmó su contrato como vice-kapellmeister (más tarde kapellmeister) de la familia Esterházy, que nominalmente duró 48 años, hasta su muerte.
Las 108 sinfonías escritas por Haydn ofrecen la imagen de una imaginación musical muy fértil. Todas ellas, excepto unas cuantas, contienen al menos una innovación, y con frecuencia son más de una, incluso entre las menos difundidas del género. La Sinfonía n.º 20 es otra de las que tienen una fecha de origen nebulosa y pertenece muy probablemente al periodo de mecenazgo del conde Morzin. Hodgson sitúa la fecha de la composición entre 1761 o 1762; mientras que Brown afirma que fue probablemente compuesta antes de 1761. Se trata de una sinfonía festiva. Muestra algunos retoques formales innovadores; según Reisig en esos pasajes uno casi puede imaginarse al genial compositor, con la pluma relajada sobre el pentagrama, sonriendo para sí mismo.

### Publicación
La primera publicación de esta pieza se cree que pudo tener lugar hacia 1772 por el editor vienés Johann Julius Hummel y coeditada por Longman & Broderip. Fue editada como Opus 10 junto con otras dos sinfonías: la Sinfonía n.º 41 y una "Sinfonía en si bemol mayor" denominada "I:B2" por Hoboken, ahora conocida por ser un pasticcio de obras de Michael y Joseph Haydn (el Finale de la Sinfonía n.º 59 transpuesto un semitono hacia arriba). Esta publicación se menciona en 1772.

## Instrumentación
La partitura está escrita para una orquesta formada por:
- Viento madera: 2 oboes y 1 fagot.
- Viento metal: 2 trompas en do alto y 2 trompetas en do.
- Percusión: timbales.
- Cuerda: una sección de cuerdas con 2 violines, viola, violonchelo y contrabajo.
- Teclado: clavecín como bajo continuo.

En aquella época se solía emplear un fagot para amplificar la voz del bajo, incluso sin una notación separada. En cuanto a la participación del clavecín como bajo continuo en las sinfonías de Haydn existen diversas opiniones entre los estudiosos: James Webster se sitúa en contra; Hartmut Haenchen a favor; Jamie James en su artículo para The New York Times presenta diferentes posiciones por parte de Roy Goodman, Christopher Hogwood, H. C. Robbins Landon y James Webster. A partir de 2019 la mayor parte de las orquestas con instrumentos modernos no utiliza el clavecín como continuo. No obstante, existen grabaciones con clavecín en el bajo continuo realizadas por: Trevor Pinnock (Sturm und Drang Symphonies, Archiv, 1989-1990); Nikolaus Harnoncourt (n.º 6–8, Das Alte Werk, 1990); Sigiswald Kuijken (incluidas las Sinfonías de París y Londres; Virgin, 1988-1995); Roy Goodman (Ej. n.º 1-25, 70-78, 82-87; Hyperion, 2002).

## Estructura y análisis
La sinfonía consta de cuatro movimientos:
- I. Allegro molto, en do mayor 2
4
- II. Andante cantabile, en sol mayor 2
2
- III. Menuet, en do mayor – Trio, en fa mayor 3
4
- IV. Presto, en do mayor 3
8

La interpretación de esta obra dura aproximadamente entre 15 y 20 minutos. El brillante resplandor de la sinfonía se debe en parte a la incorporación de trompetas y trompas agudas en do, que resultan particularmente brillantes en las grabaciones con instrumentos de época.

### I.Allegro molto
El primer movimiento, Allegro molto, está escrito en la tonalidad de do mayor, en compás de 2/4 y sigue la forma sonata. La elección del compás de 2/4 supone una desviación de la métrica ternaria entonces convencional para los movimientos de apertura, pero aparte de eso es un movimiento de sonata bastante "de manual". Su forma es más regular y "predecible" que la mayoría de los allegros sinfónicos de Haydn.

### II.Andante cantabile
El segundo movimiento, Andante cantabile, está en sol mayor y en compás alla breve. Este movimiento presenta un estilo serenata poco habitual. Se caracteriza por un lirismo y una expresividad mozartianos. Su textura es uniforme con frases melódicas regulares, acompañamiento en negras y la línea de bajo en pizzicato. Esta textura sólo hacia el final de cada tiempo sufre un ligero ensanchamiento y aceleración. Parafraseando a Tovey, no hay ningún defecto en el movimiento, pero se agradece que Haydn no adoptara este estilo a menudo. Los vientos permanecen en silencio. Los primeros violines tocan la melodía; los segundos violines hacen arpegios y la línea de bajo discurre en pizzicati.

### III.Menuet – Trio
El tercer movimiento, Menuet – Trio, está en do mayor mientras que en el trío pasa a fa mayor y el compás es 3/4. El minueto pertenece al estilo galante. Su ritmo animado implica un tempo relativamente rápido para este periodo. Se caracteriiza por el uso del tresillo en el contratiempo, el tema dual es enunciado por trompetas y violines. El trío está escrito en la subdominante sólo para cuerdas y presenta el carácter de una danza alemana.

### IV.Presto
El cuarto y último movimiento, Presto, retoma la tonalidad inicial y el compás es 3/8. El Finale constituye la verdadera novedad de esta obra. En forma binaria, los episodios A y B son sonatas en miniatura, cada una completa . Reisig se pregunta hasta qué punto esto fue apreciado por un público compuesto en gran parte por aristocracia fácilmente distraída. Presenta una estructura da capo inusualmente larga de 244 compases, es cierto que con repeticiones escritas. De manera insólita tanto la sección "A" como la "B" minore constituyen formas sonata en miniatura, incluyendo sus respectivas secciones de exposición, pequeños "desarrollos" completos y recapitulación.
Comienzo del pasaje en do menor, aunque la armadura es la de sol menor (a partir del compás 80):